# فيديريكو ماركيتي
فيديريكو ماركيتي (بالإيطالية: Federico Marchetti)‏ (مواليد 7 فبراير 1983 في باسانو دل غرابا - إيطاليا) لاعب كرة قدم إيطالي يلعب حاليا لصالح نادي الدرجة الأولى لاتسيو الإيطالي منذ 2011 في مركز حارس مرمى .

## روابط خارجية
- فيديريكو ماركيتي على موقع الاتحاد الدولي (مؤرشف)  (الإنجليزية)
- فيديريكو ماركيتي على موقع الاتحاد الأوربي (الإنجليزية)
- فيديريكو ماركيتي على موقع إي إس بي إن إف سي (الإنجليزية)
- فيديريكو ماركيتي على موقع قاعدة بيانات كرة القدم.إي يو (الإنجليزية)
- فيديريكو ماركيتي على موقع ناشيونال فوتبول تيمز (الإنجليزية)
- فيديريكو ماركيتي على موقع Soccerbase.com (لاعب) (الإنجليزية)
- فيديريكو ماركيتي على موقع Soccerway.com (الإنجليزية)
- فيديريكو ماركيتي على موقع عالم كرة القدم.نت (الإنجليزية)
- فيديريكو ماركيتي على موقع كووورة
- فيديريكو ماركيتي على موقع AS.com (الإسبانية)